# Chikkgulabal, Bagalkot
Chikkgulabal là một làng thuộc tehsil Bagalkot, huyện Bagalkot, bang Karnataka, Ấn Độ.